# 信玄の湯 湯村温泉
信玄の湯 湯村温泉（しんげんのゆ ゆむらおんせん）は、山梨県甲府市にある温泉。旧称は湯村温泉（ゆむらおんせん）。

## 泉質
- ナトリウム・カルシウム - 塩化物泉（低張性弱アルカリ性高温泉）
- ナトリウム・カルシウム - 塩化物・硫酸塩泉（低張性弱アルカリ性高温泉）
- ナトリウム-塩化物泉（低張性弱アルカリ性高温泉）

PH値平均8.24、伝導率平均2862.1[μs/cm］
源泉数 : 12箇所
源泉温度 : 平均40.8℃
湧出量 : 毎分966.3リットル
平成25年以降、常磐ホテル源泉のみ湧出量が50Lほど増加しているが、それ以外の深度300m帯の源泉は温度と湧出量低下がみられる。

### 源泉一覧
| 源泉名                             | 泉温  | 湧出量    | 泉質                           | 深度 | 所在地 | 備考                                             |
| ---------------------------------- | ----- | --------- | ------------------------------ | ---- | ------ | ------------------------------------------------ |
| 湯村3号（常磐温泉）                | 46.8℃ | 毎分180L  | ナトリウム－塩化物・硫酸塩温泉 | 480m |        | 「常磐ホテル」自家源泉。                         |
| 湯村9号（湯村ホテル・湯村温泉）    | 45.8℃ | 毎分90.0L | ナトリウム－塩化物・硫酸塩温泉 | 400m |        | 「湯村ホテル」自家源泉。                         |
| 湯村11号（有限会社柳屋・岡マキコ） | 41.8℃ | 毎分38.0L | ナトリウム－塩化物温泉         | 330m |        | 「旅館柳屋」自家源泉。硫化水素臭有。             |
| 湯村13号（楽水園2号温泉）          | 30.3℃ | 毎分13.0L | ナトリウム－塩化物温泉         | 300m |        | 「楽水園ホテル」自家源泉。微褐色、硫化水素臭有。 |

## 温泉街

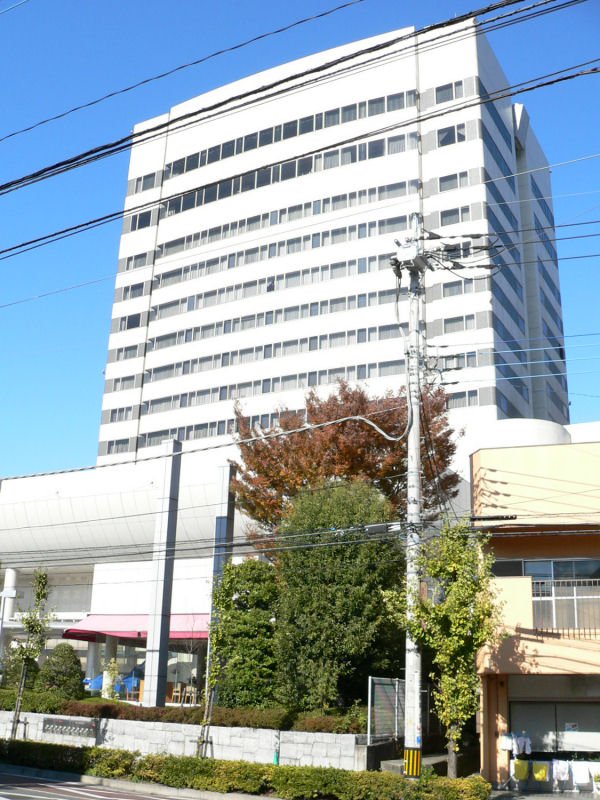
甲府記念日ホテル

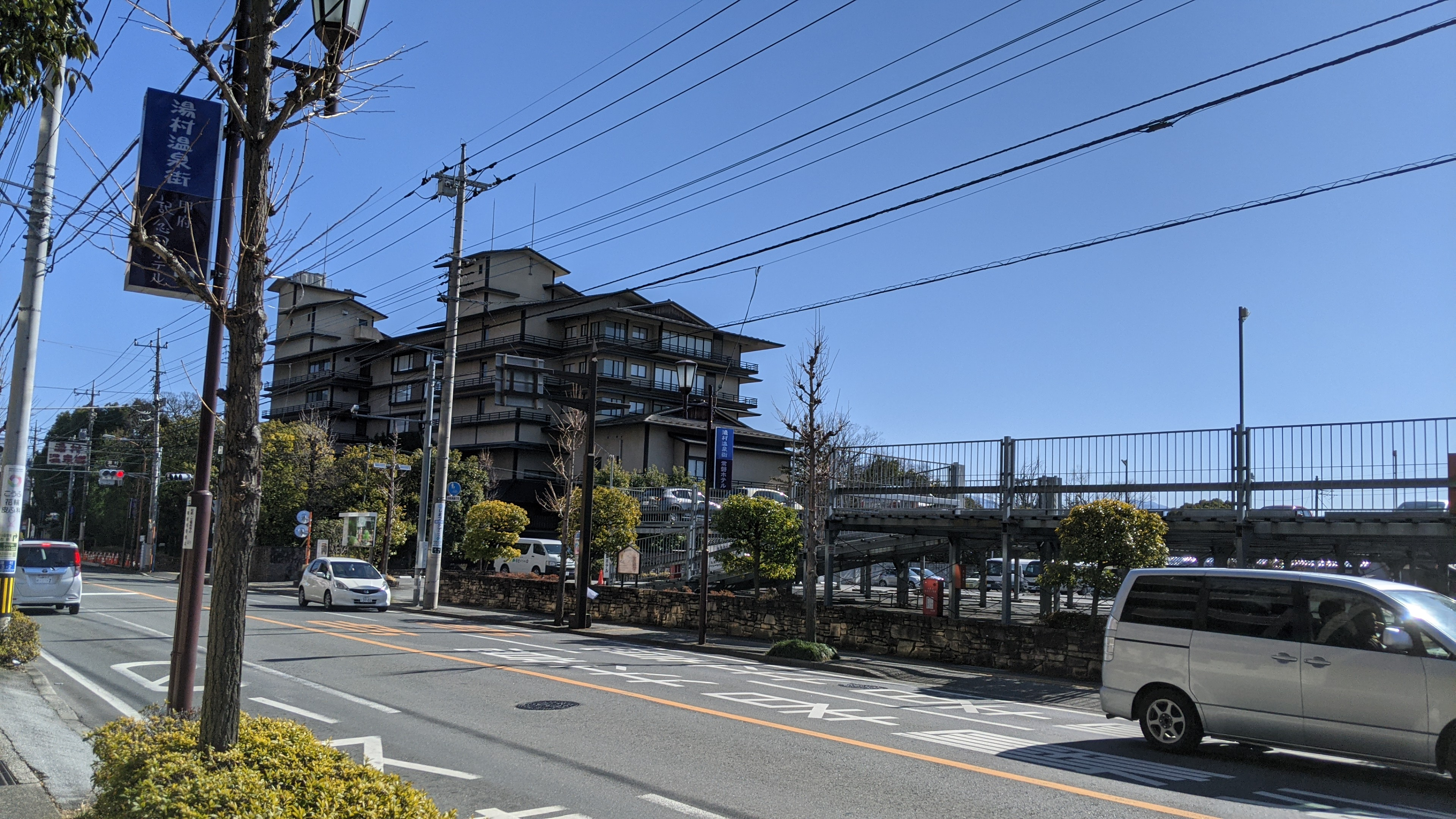
常磐ホテル

甲府駅の北西部に旅館、ホテルが混在する。各宿泊施設では宿泊者専用の湯巡手形を発行している（なお2022年現在、新型コロナウイルス感染症の流行の影響で日帰り入浴を休止している施設もあるため、手形の利用の際は事前確認が推奨されている）。2024年現在、共同浴場は無い（かつて一軒存在したが、長期休業を経て2024年初頭に取り壊された）。
温泉街の里山である湯村山には武田信虎の時代から使われた、湯村山城（湯ノ島山城）の跡があり遊歩道が整備されている。山頂には2006年に当時の烽火台（狼煙台）が一度再建されたが、2012年に老朽化のため取り壊された。その後クラウドファンディングによる再々建が呼びかけられ、2022年秋に完成した。
伝弘法大師開山の厄除け地蔵尊として知られる福田山塩澤寺、北山筋三十三観音巡りの一番札所である松元寺、湯の守り神を祭る湯谷神社、武田家縁の千塚八幡神社、湯志麻稲荷神社（旧芸妓稲荷神社）、弘法水と弘法石芋伝説の残る龍元寺など多くの寺社がある。

### 周辺名所
- 昇仙峡：車で約20分
- 千代田湖：車で約10分
- 武田神社：車で約10分
- 甲斐善光寺：車で約15分
- 山梨県立美術館：車で約15分

## 歴史
大同3年（808年）に弘法大師（空海）により発見されたという説と、鷲が傷を癒している所を当時湯村に住んでいた村人が発見したとする説がある。かつて存在した共同浴場に「鷲の湯」の名前が残っていた。
『甲陽軍鑑』に拠れば、戦国時代の天文17年（1511年）に、武田晴信（信玄）は信濃小県郡の村上義清との上田原の戦い後に30日間湯治し、信玄の隠し湯で志磨の湯と呼ばれていたという。また、武田家の足軽大将で後代に武田二十四将の一人に数えられる多田三八郎による天狗退治の伝説があり「鬼の湯伝説」と呼ばれている。
江戸時代には寛永20年（1643年）に都を追放され甲斐へ配流された後陽成天皇の第八皇子・良純入道親王が住んでいた。江戸後期には浮世絵師・葛飾北斎の団扇絵に『勝景奇覧 甲州湯村』がある。北斎は確実に甲斐を訪れている記録は見られないが、多くの甲斐の風景・名所・生業などを描いた作品が残されている。
『勝景奇覧』は諸国の奇景を描いた団扇絵の連作で、天保年間に記された。現在八種が確認されているが、その中には同じく甲斐の富士川支流・身延川の漁の様子を記した『甲州身延川』がある。『勝景奇覧』には藍摺と多色摺のものがあるが、東京国立博物館所蔵『勝景奇覧　甲州湯村』は橙色の天ぼかし部分以外は藍摺。図像は湯小屋・休憩施設などが立ち並び、巡礼者や行商らが到着する様子が描かれている。北斎作品と甲斐国については葛飾北斎と甲斐国を参照。
明治時代以降は、井伏鱒二、太宰治、松本清張、山口瞳（湯村温泉に定宿を持つ）、田山花袋、飯田蛇笏、竹中英太郎、中村宗久、赤池東山など多くの文人、俳人、画家、書家も逗留したり、居住していた。
2021年（令和3年）、武田信玄生誕500周年を機に名称を「信玄の湯 湯村温泉」に改めた。

## 再開発計画
湯村温泉は近年宿泊客の減少が続き、それに伴い旅館の廃業が相次いだほか、常磐ホテルが2017年に新旧分離の形での経営再建に踏み切る（旧法人は翌年に特別清算）、甲府富士屋ホテルが2019年3月に閉館（翌月に甲府記念日ホテルとして営業再開）、湯村ホテルが2022年2月に民事再生法の適用を申請して事実上倒産する（同年9月にブリーズベイホテルに事業譲渡）など、営業を継続するホテル等もその多くが経営難に陥っている。
これに対し温泉街の再開発を行う計画が持ち上がり、2022年1月には湯村温泉旅館協同組合、昇仙峡観光協会とJTBが共同出資した新会社「甲府観光開発株式会社」を設立した。具体的には湯村温泉入口から塩澤寺までの約800mを4つのエリアに分け、日本庭園やカフェ・ロータリー広場などを整備するほか、一級河川の湯川沿いには散策路を設ける計画で、新たに外湯も設ける予定。また沿道の建築は明治期の擬洋風建築を取り入れる。
2024年11月、再開発の第一弾として、金精軒が経営する「湯村金精軒Café」がオープン。2025年8月1日に、かつて太宰治が定宿としていたことで知られる「旅館明治」が全面建て替えオープンした。太宰の資料館も併設し、公衆浴場「鷲の湯」も復活した。

## 交通
- 鉄道：JR東日本・JR東海 甲府駅から山梨交通・山交タウンコーチの路線バスで約15分、甲府駅・竜王駅からタクシーで約10分。
- 高速バス：バスタ新宿から中央高速バス甲府線で「湯村温泉」バス停下車（山梨交通・京王バスが運行）。
- 道路：中央自動車道 甲府昭和インターチェンジまたは双葉スマートインターチェンジから山梨県道7号甲府昇仙峡線経由で約15分。

詳細は湯村温泉旅館協同組合による交通アクセスを参照。